# ぽっぴんジャンプ♪
「ぽっぴんジャンプ♪」は、声優ユニット・チマメ隊のシングル。2014年5月28日にNBCユニバーサルより発売された。

## 概要
テレビアニメ『ご注文はうさぎですか?』のエンディングテーマとして起用された。歌唱は水瀬いのり、徳井青空、村川梨衣によるユニット・チマメ隊が担当する。
OP&EDテーマ制作担当の藤平直孝は、「また明日ね！」という気持ちにさせられる曲にしたかったと述べている。ソロバージョンにはセリフ部分を加え、それぞれの表情の変化を見受けられる。
初回封入特典としてキャラクターカード3種の内1種がランダムで封入された。また、対象法人でオープニングテーマ「Daydream café」と同時購入すると特典として収納BOXが用意された。

## 収録内容
| 全作詞: うらん、全作曲: 木村有希、全編曲: やしきん。 |                                      |        |            |      |
| #                                                    | タイトル                             | 作詞   | 作曲・編曲 | 時間 |
| 1.                                                   | 「ぽっぴんジャンプ♪」                | うらん | 木村有希   | 4:00 |
| 2.                                                   | 「ぽっぴんジャンプ♪ ～チノVer.～」   | うらん | 木村有希   | 4:00 |
| 3.                                                   | 「ぽっぴんジャンプ♪ ～マヤVer.～」   | うらん | 木村有希   | 4:00 |
| 4.                                                   | 「ぽっぴんジャンプ♪ ～メグVer.～」   | うらん | 木村有希   | 4:00 |
| 5.                                                   | 「ぽっぴんジャンプ♪ (Instrumental)」 | うらん | 木村有希   | 4:00 |
| 合計時間:                                            | 合計時間:                            | 20:00  |            |      |